# Ophthalmolabus monticolus
Ophthalmolabus monticolus es una especie de coleóptero de la familia Attelabidae.

## Distribución geográfica
Habita en Tanzania.